# Gerald Mohr
Gerald Mohr (New York, 11 giugno 1914 – Södermalm, 9 novembre 1968) è stato un attore statunitense.
Ha recitato in 70 film dal 1939 al 1968 ed è apparso in oltre 80 produzioni televisive dal 1949 al 1969.

## Biografia
Figlio della cantante Henrietta Neustadt e di Sigmond Mohr, fu educato alla Dwight Preparatory School a New York, dove imparò a parlare correntemente francese e tedesco, a cavalcare e a suonare il pianoforte. Mentre frequentava la Columbia University, dove studiava per diventare medico, Mohr fu colpito da un'appendicite e fu ricoverato in ospedale. Qui un altro paziente, un presentatore radiofonico, si convinse che la piacevole voce baritonale di Mohr sarebbe stata perfetta per la radio. Mohr fu quindi assunto in una stazione radiofonica per la quale divenne un reporter. A metà degli anni 1930, Orson Welles lo invitò ad unirsi alla sua compagnia del Mercury Theatre e, durante il suo periodo con Welles, Mohr ebbe una positiva esperienza teatrale a Broadway come attore.
Dopo aver interpretato molti ruoli per serie radiofoniche durante tutti gli anni trenta, ebbe un ruolo non accreditato nel film Society Smugglers (1939), nel ruolo di un servitore, e in altri quattro film nel corso dello stesso anno. Dopo tre anni di servizio nella US Army Air Forces durante la seconda guerra mondiale, tornò a Hollywood dove cominciò a lavorare anche per la televisione, prestando la voce come narratore per la serie televisiva western 'Il cavaliere solitario dal 1949 al 1950. Per il piccolo schermo interpretò, tra gli altri, il ruolo di Christopher Storm in 40 episodi della serie televisiva Foreign Intrigue dal 1954 al 1955, di Beau Latimer in due episodi della serie Outlaws nel 1960 (più un altro episodio con un altro ruolo) e prestò la voce a Mr. Fantastic aka Reed Richards nella serie animata Fantastici Quattro dal 1967 al 1968. Continuò la sua carriera televisiva interpretando molti ruoli da guest star in serie televisive di genere western, antologico o sitcom. Collezionò anche quattro apparizioni in Perry Mason tra il 1961 e il 1966.
La sua ultima apparizione sul piccolo schermo avvenne nell'episodio Flight from San Miguel della serie televisiva La grande vallata, andato in onda il 28 aprile 1969, che lo vide nel ruolo del dottor Raoul Mendez, mentre per il grande schermo l'ultima interpretazione risale al film Funny Girl (1968), in cui interpretò il ruolo di Branca.
Volò poi a Stoccolma nel settembre del 1968, per la realizzazione dell'episodio pilota di una serie televisiva intitolata Private Entrance, con l'attrice svedese Christina Schollin. Poco dopo il completamento delle riprese, Mohr morì per un attacco di cuore la sera del 9 novembre 1968, a Södermalm, Stoccolma, all'età di 54 anni. Fu seppellito al Lidingö Kyrkogård di Lidingö.

## Filmografia

### Cinema
- Society Smugglers, regia di Joe May (1939)
- Un grande amore (Love Affair), regia di Leo McCarey (1939)
- Panama Patrol, regia di Charles Lamont (1939)
- Charlie Chan at Treasure Island, regia di Norman Foster (1939)
- La casa delle fanciulle (The Housekeeper's Daughter), regia di Hal Roach (1939)
- Lo sparviero del mare (The Sea Hawk), regia di Michael Curtiz (1940)
- The Reluctant Dragon, regia di Alfred L. Werker, Hamilton Luske, Jack Cutting, Ub Iwerks, Jack Kinney (1941)
- The Monster and the Girl, regia di Stuart Heisler (1941)
- Adventures of Captain Marvel, regia di John English e William Witney (1941)
- La figlia della jungla (Jungle Girl), regia di John English e William Witney (1941)
- We Go Fast, regia di William C. McGann (1941)
- La donna del giorno (Woman of the Year), regia di George Stevens (1942)
- Il segreto sulla carne (The Lady Has Plans), regia di Sidney Lanfield (1942)
- Dottor Broadway (Dr. Broadway), regia di Anthony Mann (1942)
- One Dangerous Night, regia di Michael Gordon (1943)
- Murder in Times Square, regia di Lew Landers (1943)
- King of the Cowboys, regia di Joseph Kane (1943)
- Le stelle hanno paura (Lady of Burlesque), regia di William A. Wellman (1943)
- Rita la rossa (Redhead from Manhattan), regia di Lew Landers (1943)
- Il canto del deserto (The Desert Song), regia di Robert Florey (1943)
- A Guy Could Change, regia di William K. Howard (1946)
- Gilda, regia di Charles Vidor (1946)
- The Notorious Lone Wolf, regia di D. Ross Lederman (1946)
- Una giovane vedova (Young Widow), regia di Edwin L. Marin (1946)
- The Catman of Paris, regia di Lesley Selander (1946)
- The Truth About Murder, regia di Lew Landers (1946)
- Passkey to Danger, regia di Lesley Selander (1946)
- Dangerous Business, regia di D. Ross Lederman (1946)
- The Invisible Informer, regia di Philip Ford (1946)
- The Magnificent Rogue, regia di Albert S. Rogell (1946)
- The Lone Wolf in Mexico, regia di D. Ross Lederman (1947)
- Solo il cielo lo sa (Heaven Only Knows), regia di Albert S. Rogell (1947)
- The Lone Wolf in London, regia di Leslie Goodwins (1947)
- Flora, regia di Alex Lovy – cortometraggio (1948)
- Speroni e calze di seta (Two Guys from Texas), regia di David Butler (1948)
- Movies Are Adventure, regia di Jack Hively – cortometraggio (1948)
- I banditi della città fantasma (Bad Men of Tombstone), regia di Kurt Neumann (1949)
- The Blonde Bandit, regia di Harry Keller (1950)
- L'assalto al treno postale (Wyoming Mail), regia di Reginald Le Borg (1950)
- Sparate senza pietà (Undercover Girl), regia di Joseph Pevney (1950)
- Il segreto del carcerato (Southside 1-1000), regia di Boris Ingster (1950)
- Hunt the Man Down, regia di George Archainbaud (1950)
- L'amante del torero (Bullfighter and the Lady), regia di Budd Boetticher (1951)
- Damasco '25 (Sirocco), regia di Curtis Bernhardt (1951)
- Pietà per i giusti (Detective Story), regia di William Wyler (1951)
- I dieci della legione (Ten Tall Men), regia di Willis Goldbeck (1951)
- Smoky Canyon, regia di Fred F. Sears (1952)
- Nessuno mi salverà (The Sniper), regia di Edward Dmytryk (1952)
- Invasione USA (Invasion U.S.A.), regia di Alfred E. Green (1952)
- Giustizia di popolo (Montana Territory), regia di Ray Nazarro (1952)
- Duello al Rio d'argento (The Duel at Silver Creek), regia di Don Siegel (1952)
- Il figlio di Alì Babà (Son of Ali Baba), regia di Kurt Neumann (1952)
- It Grows on Trees, regia di Arthur Lubin (1952)
- The Ring, regia di Kurt Neumann (1952)
- Il 49º uomo (The 49th Man), regia di Fred F. Sears (1953)
- I pirati dei sette mari (Raiders of the Seven Seas), regia di Sidney Salkow (1953)
- The Eddie Cantor Story, regia di Alfred E. Green (1953)
- I figli del secolo (Money from Home), regia di George Marshall (1953)
- I dragoni dell'aria (Dragonfly Squadron), regia di Lesley Selander (1954)
- The Buckskin Lady, regia di Carl K. Hittleman (1957)
- The Night the World Exploded, regia di Fred F. Sears (1957)
- Lungo il fiume rosso (Raiders of Old California), regia di Albert C. Gannaway (1957)
- Il mio mondo muore urlando (My World Dies Screaming), regia di Harold Daniels (1958)
- La banda di Las Vegas (Guns, Girls, and Gangsters), regia di Edward L. Cahn (1959)
- Date with Death, regia di Harold Daniels (1959)
- Marte distruggerà la Terra (The Angry Red Planet), regia di Ib Melchior (1959)
- Asfalto selvaggio (This Rebel Breed), regia di Richard L. Bare e William Rowland (960)
- Wild West Story, regia di Börje Nyberg (1964)
- I 7 magnifici Jerry (The Family Jewels), regia di Jerry Lewis (1965)
- 1967 Busch Advertisement  – cortometraggio (1967)
- Funny Girl, regia di William Wyler (1968)

### Televisione
- Il cavaliere solitario (The Lone Ranger) – serie TV, 18 episodi (1949-1950)
- The Ford Theatre Hour – serie TV, un episodio (1951)
- Stars Over Hollywood – serie TV, un episodio (1951)
- My Friend Irma – serie TV, un episodio (1952)
- Sky King – serie TV, un episodio (1952)
- The George Burns and Gracie Allen Show – serie TV, un episodio (1952)
- Private Secretary – serie TV, 2 episodi (1953-1956)
- Lucy ed io (I Love Lucy) – serie TV, un episodio (1953)
- Foreign Intrigue – serie TV, 40 episodi (1954-1955)
- Letter to Loretta – serie TV, 2 episodi (1954-1955)
- Four Star Playhouse – serie TV, un episodio (1954)
- It's Always Jan – serie TV, un episodio (1955)
- Cheyenne – serie TV, 2 episodi (1956-1961)
- Climax! – serie TV, episodio 2x29 (1956)
- Warner Brothers Presents – serie TV, un episodio (1956)
- Schlitz Playhouse of Stars – serie TV, un episodio (1956)
- I racconti del West (Zane Grey Theater) – serie TV, un episodio (1956)
- Crossroads – serie TV, episodio 2x11 (1956)
- The Red Skelton Show – serie TV, 4 episodi (1957-1960)
- Maverick – serie TV, 7 episodi (1957-1961)
- Conflict – serie TV, episodio 1x15 (1957)
- Sugarfoot – serie TV, episodi 1x16-3x06 (1958-1959)
- Bronco – serie TV, episodio 1x05 (1958)
- The Californians – serie TV, un episodio (1958)
- Love That Jill – serie TV, un episodio (1958)
- Tombstone Territory – serie TV, un episodio (1958)
- Alcoa Theatre – serie TV, un episodio (1958)
- Goodyear Theatre – serie TV, episodio 1x19 (1958)
- How to Marry a Millionaire – serie TV, un episodio (1958)
- Ricercato vivo o morto (Wanted: Dead or Alive) – serie TV, episodio 1x10 (1958)
- Target – serie TV, episodio 1x39 (1958)
- June Allyson Show (The DuPont Show with June Allyson) – serie TV, episodi 1x14-1x28 (1959-1960)
- Bat Masterson – serie TV, 2 episodi (1959-1961)
- Indirizzo permanente (77 Sunset Strip) – serie TV, 2 episodi (1959-1961)
- Hawaiian Eye – serie TV, 3 episodi (1959-1963)
- The Texan – serie TV, episodio 1x15 (1959)
- The Rough Riders – serie TV, episodio 1x27 (1959)
- Gli uomini della prateria (Rawhide) – serie TV, episodio 1x20 (1959)
- Tightrope – serie TV, episodio 1x08 (1959)
- Johnny Ringo – serie TV, un episodio (1959)
- Outlaws – serie TV, episodi 1x04-1x09-2x09 (1960-1961)
- Bonanza – serie TV, 3 episodi (1960-1968)
- Tales of Wells Fargo – serie TV, un episodio (1960)
- The Alaskans – serie TV, episodio 1x15 (1960)
- The Betty Hutton Show – serie TV, un episodio (1960)
- Lawman – serie TV, un episodio (1960)
- The Deputy – serie TV, un episodio (1960)
- Men Into Space – serie TV, episodio 1x25 (1960)
- Overland Trail – serie TV, un episodio (1960)
- The Aquanauts – serie TV, episodio 1x03 (1960)
- Carovana (Stagecoach West) – serie TV, episodio 1x04 (1960)
- The Barbara Stanwyck Show – serie TV, un episodio (1960)
- Harrigan and Son – serie TV, un episodio (1960)
- The Jack Benny Program – serie TV, 2 episodi (1961-1962)
- Perry Mason – serie TV, 4 episodi (1961-1966)
- The Case of the Dangerous Robin – serie TV, un episodio (1961)
- King of Diamonds – serie TV, 2 episodi (1961)
- Ripcord – serie TV, episodi 1x21-2x12 (1962)
- Surfside 6 – serie TV, episodi 2x20-2x29 (1962)
- The Third Man – serie TV, un episodio (1962)
- The Dick Powell Show – serie TV, episodio 2x05 (1962)
- The Rifleman – serie TV, un episodio (1962)
- Organizzazione U.N.C.L.E. (The Man from U.N.C.L.E.) – serie TV, un episodio (1965)
- Gli inafferrabili (The Rogues) – serie TV, episodio 1x25 (1965)
- Insight – serie TV, un episodio (1965)
- The Bravo Duke – film TV (1965)
- La legge di Burke (Burke's Law) – serie TV, episodio 3x01 (1965)
- The Smothers Brothers Show – serie TV, un episodio (1965)
- Death Valley Days – serie TV, 2 episodi (1966)
- Pistols 'n' Petticoats – serie TV, un episodio (1966)
- Lost in Space – serie TV, un episodio (1966)
- Viaggio in fondo al mare (Voyage to the Bottom of the Sea) – serie TV, un episodio (1966)
- Fantastic 4 – serie TV, 18 episodi (1967-1968)
- Agenzia U.N.C.L.E. (The Girl from U.N.C.L.E.) – serie TV, episodio 1x18 (1967)
- Iron Horse – serie TV, episodio 1x29 (1967)
- Laredo – serie TV, un episodio (1967)
- The Superman/Aquaman Hour of Adventure – serie TV, un episodio (1967)
- The Lucy Show – serie TV, un episodio (1968)
- Private Entrance – film TV (1968)
- Aquaman – serie TV (1968) (voce)
- La grande vallata (The Big Valley) – serie TV, un episodio (1969)